# Железный (Мордовия)
Железный  —поселок в составе Мичуринского сельского поселения Чамзинского района Республики Мордовия.

## География
Находится на расстоянии примерно 12 километров по прямой на северо-запад от районного центра поселка  Чамзинка.

## История
Основан в конце 1920-х годов. В 1931 году в нем было учтено 22 двора.

## Население
Постоянное население составляло 12 человек (русские 100%) в 2002 году, 4 в 2010 году .